# Japanoise
Japanoise (ジャパノイズ)  is een samentrekking van "Japans" en "noise", een term die gebruikt wordt voor de diverse, invloedrijke noise  scene in Japan. Deze stroming, die zijn hoogdagen in de jaren 80 en jaren 90 kende, is nog steeds actief. De Japanoise scene is erg divers en bestaat uit diverse artiesten. Enkele voortrekkers zijn het energetische Hijokaidan,  het door punk beïnvloedende Hanatarash, het psychedelische Boredoms en de elektronische noise van Incapacitants en Merzbow. Artiesten brengen hun muziek vaak uit in beperkte oplages, wat vaak leidt tot een ware jacht voor verzamelaars. 
Er wordt ook vaak samengewerkt met andere artiesten, zowel binnen als buiten de stroming.
Japanoise en zeker harsh noise, focussen minder op het agressieve of serieuze, maar meer op de ervaring van het jammen, vaak luid, of zo luid als mogelijk.